# Sierra Carmen Sylva
La Sierra Carmen Sylva es una serie encadenada de alturas ubicadas en la isla de Tierra del Fuego entre Chile y Argentina. Su nombre recuerda a Isabel de Wied, reina de Rumania.

## Ubicación
La sierra se ubica al sur del río San Martín, entre las bahías Inútil y la San Sebastián. Su orientación es este-oeste.

## Historia
Julio Popper, un aventurero rumano que exploró la costa atlántica de la isla, nombró el actual río Grande como río Juárez Celman (en honor a Juárez Celman, presidente de Argentina entre 1886 y 1890) y al actual río Chico como río Carmen Sylva (en honor a Isabel de Wied, reina de Rumania, que utilizaba el seudónimo Carmen Sylva para sus obras literarias). Posteriormente, Ramón Lista y Marzano solicitó renombrarlos en río Los Toldos y río Pellegrini respectivamente. En algunos mapas de las postrimerías del siglo XIX aparece el río Grande como río Popper. 
Luis Risopatrón lo describe en su Diccionario Jeográfico de Chile (1924):: 147 
Carmen Sylva (Sierra de) 53° 22' 68° 36'. Es baja, se levanta en la isla Grande de Tierra del Fuego al S del rio de San Martin i es cruzada por la línea de límites con la Arjentina. 1, XXVI, p. 251; 56, mapa de Nordenskjold (1897); 122, p. 6; i 151, VIII, p. 87 i croquis de Popper (1887); i Carmen Silva error litográfico en 156.